# Melville Herskovits

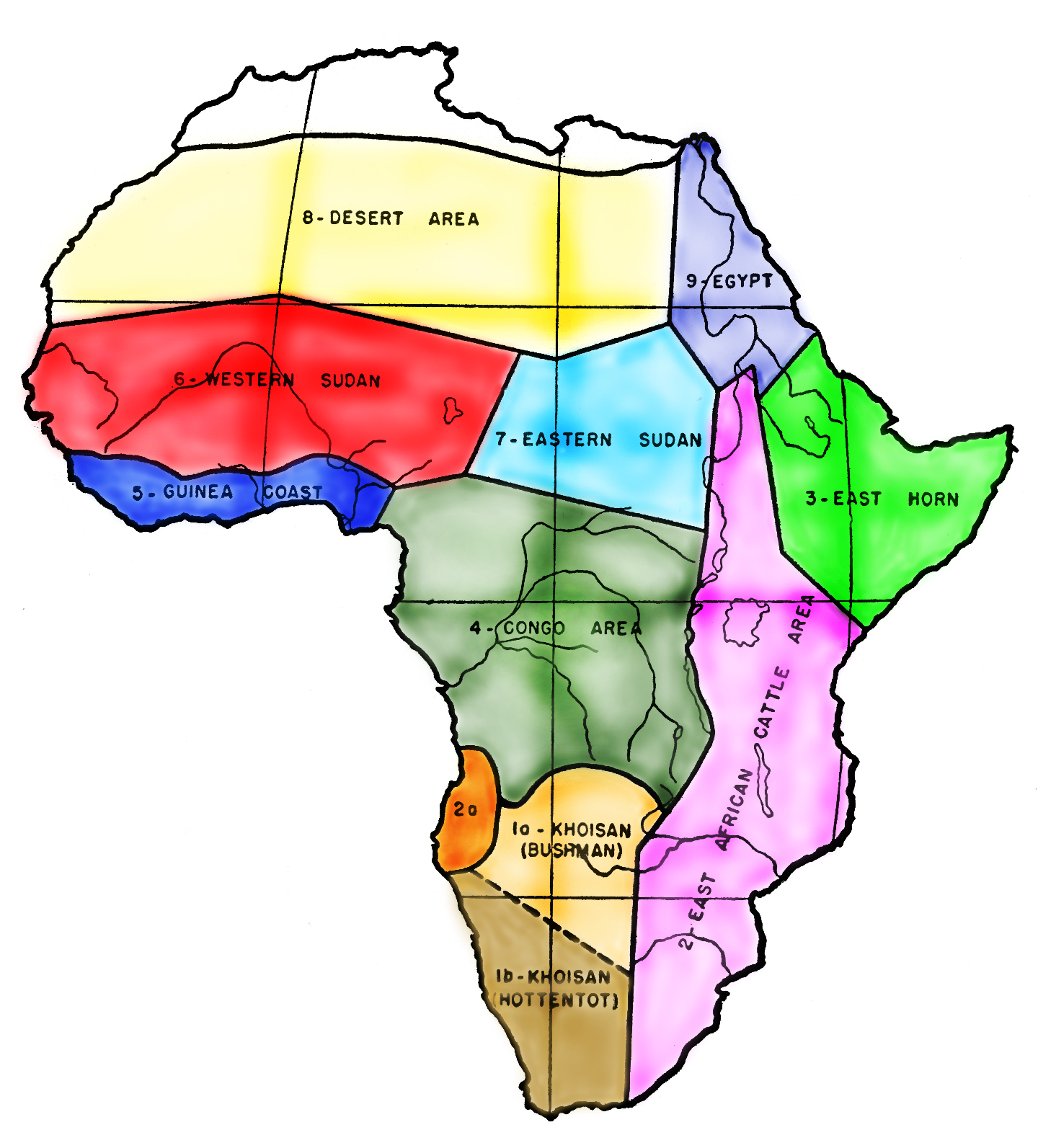
Áreas culturales de África por Herskovitzs, 1945.

Melville Jean Herskovits ( Bellefontaine, Ohio, 10 de septiembre de 1895-Evanston, Illinois, 25 de febrero de 1963) fue un antropólogo e historiador estadounidense que estableció firmemente los estudios africanos y afroestadounidenses en la academia. 
Se licenció en Historia en la Universidad de Chicago, en 1920. Recibió su doctorado en Antropología de la Universidad de Columbia de Nueva York, bajo dirección del gran antropólogo germano-estadounidense Franz Boas.

## África y los afroestadounidenses
La polémica obra clásica de Herskovits The Myth of the Negro (Harpers, Nueva York, 1941), escrita con la colaboración de su esposa Rhoda y su amigo Alfred Metraux, demuestra que “se pueden observar supervivencias africanas en casi todos los aspectos de la vida de los negros en los Estados Unidos”. En 1941 y 1942 Herskovits trabajó en Bahía (Brasil) estudiando la enorme influencia de las culturas africanas en Brasil.
En 1948 fundó el primer programa principal interdisciplinario de Estudios Africanos, en la Northwestern University de Evanston, Illinois.

## Diversidad cultural
Herskovits también ayudó a construir el concepto de «relativismo cultural», particularmente en su libro Man and His Works. Cultura, en un sentido antropológico, es la respuesta que los distintos grupos humanos, a lo largo del tiempo, van dando a los desafíos de la existencia. Los pueblos no tienen que pasar por sucesivas etapas económicas y sociales, sino que construyen economías y sociedades, y éstas no son sencillas ni homogéneas, sino fruto de combinaciones complejas.

## Participación política
Después de la Segunda Guerra Mundial, Herskovits abogó públicamente por la independencia africana y además atacó a políticos estadounidenses por su visión de África como objeto de la estrategia de la guerra fría.

## Biblioteca
La Melville J. Herskovits Library, establecida en 1954 en la Northwestern University , es la colección especializada más grande sobre África en el mundo.

## Obra
- "Les bases de L'Anthropologie Culturelle", Payot, París, 1952
- The Cattle Complex in East Africa, PhD Dissertation, 1923 (mas publicado en 1926)
- "The Negro's Americanism", in Alain Locke (ed.), The New Negro, 1925
- The American Negro, 1928
- Rebel Destiny, Among the Bush Negroes of Dutch Guiana, 1934, con Frances Herskovits
- Life in a Haitian Valley, 1937
- Dahomey: an ancient West African kingdom (2 vols.) 1938
- Economic Life of Primitive People, 1940
- The Myth of the Negro Past, 1941
- Trinidad Village, 1947, con Frances Herskovits
- Man and his works, Alfred A. Knoff (Publisher) New York, 1948
- Dahomean Narrative: A Cross-Cultural Analysis, 1958, con Frances Herskovits
- Continuity and Change in African Culture, 1959
- The Human Factor in Changing Africa, 1962
- Economic Transition in Africa, 1964

## Otras lecturas
- Alan P. Merriam. Melville Jean Herskovits, 1895-1963, American Anthropologist, Vol. 66, No. 1, 1964, p. 83-109
- Jerry Gershenhorn. Melville J. Herskovits and the Racial Politics of Knowledge (2004). ISBN 0-8032-2187-8